# Campeonato Mundial de Ciclismo em Estrada de 2009
O LXXVI Campeonato Mundial de Ciclismo em Estrada realizou-se na localidade de Mendrisio (Suíça) entre 23 e 27 de setembro de 2009, baixo a organização da União Ciclista Internacional (UCI) e a Associação Ciclista da Suíça.
O campeonato constou de corridas nas especialidades de contrarrelógio e de rota, nas divisões elite masculino, elite feminino e masculino sub-23; ao todo outorgaram-se seis títulos de campeão.

## Resultados

### Masculino
- - Contrarrelógio

| Posto  | Ciclista          | País     | Tempo      |
| ------ | ----------------- | -------- | ---------- |
| Ouro   | Fabian Cancellara | Suíça    | 57:55,54   |
| Prata  | Gustav Larsson    | Suécia   | 59:22,87   |
| Bronze | Tony Martin       | Alemanha | 1:00:25,92 |

- - Rota

| Posto  | Ciclista          | País      | Tempo   |
| ------ | ----------------- | --------- | ------- |
| Ouro   | Cadel Evans       | Austrália | 6:56:26 |
| Prata  | Alexandr Kolobnev | Rússia    | 6:56:53 |
| Bronze | Joaquim Rodríguez | Espanha   | 6:56:53 |

### Feminino
- - Contrarrelógio

| Posto  | Ciclista          | País           | Tempo    |
| ------ | ----------------- | -------------- | -------- |
| Ouro   | Kristin Armstrong | Estados Unidos | 35:26,09 |
| Prata  | Noemi Cantele     | Itália         | 36:21,10 |
| Bronze | Linda Villumsen   | Dinamarca      | 36:24,34 |

- - Rota

| Posto  | Ciclista        | País          | Tempo   |
| ------ | --------------- | ------------- | ------- |
| Ouro   | Tatiana Guderzo | Itália        | 3:33,25 |
| Prata  | Marianne Vos    | Países Baixos | 3:33,44 |
| Bronze | Noemi Cantele   | Itália        | 3:33,44 |

### Sub-23
- - Contrarrelógio

| Posto  | Ciclista        | País      | Tempo    |
| ------ | --------------- | --------- | -------- |
| Ouro   | Jack Bobridge   | Austrália | 40:44,79 |
| Prata  | Nelson Oliveira | Portugal  | 41:03,52 |
| Bronze | Patrick Gretsch | Alemanha  | 41:12,45 |

- - Rota

| Posto  | Ciclista                | País     | Tempo   |
| ------ | ----------------------- | -------- | ------- |
| Ouro   | Romain Sicard           | França   | 4:41:54 |
| Prata  | Carlos Alberto Betancur | Colômbia | 4:42:21 |
| Bronze | Egor Silin              | Rússia   | 4:42:21 |

## Medalheiro
| 1  | Austrália      | 2 | 0 | 0 | 2  |
| 2  | Itália         | 1 | 1 | 1 | 3  |
| 3  | Estados Unidos | 1 | 0 | 0 | 1  |
|    | França         | 1 | 0 | 0 | 1  |
|    | Suíça          | 1 | 0 | 0 | 1  |
| 6  | Rússia         | 0 | 1 | 1 | 2  |
| 7  | Colômbia       | 0 | 1 | 0 | 1  |
|    | Países Baixos  | 0 | 1 | 0 | 1  |
|    | Portugal       | 0 | 1 | 0 | 1  |
|    | Suécia         | 0 | 1 | 0 | 1  |
| 11 | Alemanha       | 0 | 0 | 2 | 2  |
| 12 | Dinamarca      | 0 | 0 | 1 | 1  |
|    | Espanha        | 0 | 0 | 1 | 1  |
|    | TOTAL          | 6 | 6 | 6 | 18 |